# Румынская грекокатолическая церковь
Румынская грекокатолическая церковь (лат. Ecclesia Graeco-Catholica Romaniae, Румынская церковь, объединённая с Римом, рум. Biserica Română Unită cu Roma) — одна из восточнокатолических церквей, придерживающихся византийского обряда, то есть принадлежащая к числу грекокатолических церквей. Пять епархий церкви расположены на территории Румынии и одна — на территории США. Одна из четырёх восточнокатолических церквей, носящих статус Верховного Архиепископства.

## История

Карта грекокатолических епархий Румынии

После поражения турок в битве при Вене в 1683 году значительная часть ранее занимаемых ими территорий отошла к Австрийской державе, в том числе и Трансильвания. Император Австрии Леопольд I поддерживал идею унии православных румын Трансильвании с Римом. В 1700 году значительная часть трансильванских румын во главе с епископом Афанасием Ангелом вошли в полное общение со Святым Престолом. Греко-католики Трансильвании были объединены в две епархии и подчинены латинскому епископу венгерского города Эстергом. С 1737 года центром грекокатолической церкви Румынии стал город Блаж.
В 1744 году в Трансильвании вспыхнуло антиуниатское восстание, в итоге в 1759 году императрица Мария-Терезия разрешила создание в Трансильвании православной епархии, после чего более половины грекокатоликов вновь перешли в православие. Православная епархия входила в состав сербской Карловацкой митрополии и до 1810 года возглавлялась этническими сербами.
В 1853 году румынская грекокатолическая церковь была повышена в статусе до митрополии, которая объединяла четыре епархии.
После первой мировой войны Трансильвания была присоединена к Румынии, и территория грекокатолической митрополии распространилась на всю эту страну. К началу второй мировой войны в церковь входило более полутора миллионов человек.
После прихода к власти коммунистического режима церковь подверглась жестоким гонениям. В 1948 году она была юридически ликвидирована, а всё имущество передано Румынской православной церкви. Шесть епископов были арестованы, пять из них вскоре умерло в тюрьме, а шестой — Юлий Хосса умер в 1970 году в монастыре под домашним арестом. Уже после смерти Хоссы папа Павел VI объявил, что он был кардиналом in pectore. Церковь существовала только в подполье.

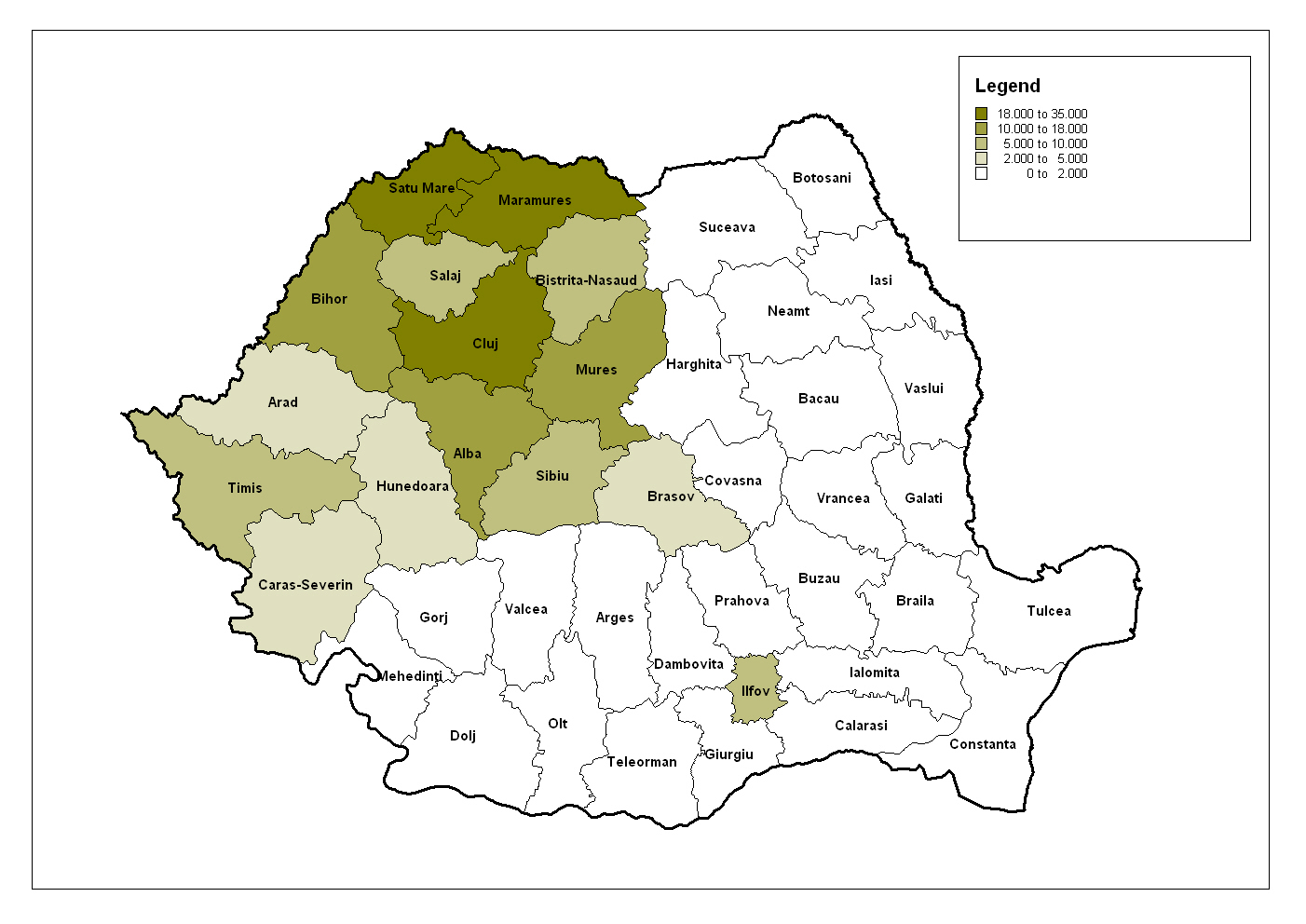
Количество грекокатоликов в Румынии по данным переписи 2002 года

В 1982 году для румынских эмигрантов в США был сформирован апостольский экзархат, с 1987 года получивший статус епархии. После падения режима Чаушеску грекокатолики Румынии смогли выйти из подполья. В 1990 году папа Иоанн Павел II назначил предстоятелей пяти воссозданных епархий. Румынской грекокатолической церкви возникли конфликты с православными из-за принадлежавшей грекокатоликам до 1948 года собственности. 16 декабря 2005 года папа Бенедикт XVI предоставил церкви статус Верховного Архиепископства.

## Современное состояние
Румынская католическая церковь имеет статус Верховного Архиепископства. Данные о численности прихожан крайне разнятся и служат предметом бурных дискуссий. Если по сведениям ватиканского Annuario Pontificio в 2016 году насчитывалось более 500 тысяч прихожан, то по переписи населения Румынии, проведённой в 2002 году, грекокатоликов было всего 191 556 человек. Большинство прихожан церкви сосредоточено в северо-западных регионах страны.
Верховное архиепископство состоит из архиепархии-митрополии Фэгэраша и Алба-Юлии и пяти суффраганных епархий — Оради, Лугожа, Клуж-Герлы, Марамуреша и образованной в 2014 году епархии Василия Великого с центром в Бухаресте. В США существует отдельная епархия румынских грекокатоликов — Епархия святого Георгия в Кантоне.
С 1994 года и по настоящее время церковь возглавляет кардинал Лучиан Мурешан, с 2005 года носящий титул Верховного архиепископа. Резиденция главы церкви находится в городе Блаж. Богослужение в церкви ведётся на румынском языке.